# Звездица Заспанка (филм)
„Звездица Заспанка” је југословенски и словеначки анимирани филм из 1965. године. Режирао га је Јоже Пенгов а сценарио је написао Фране Милчински.

## Улоге
| Глумац        | Улога                    |
| ------------- | ------------------------ |
| Мила Качић    | Звезда (глас)            |
| Стане Север   | (глас)                   |
| Наце Симончич | Ботер Месечек (глас)     |
| Аленка Светел | Звездица Заспанка (глас) |